# 第35回ロサンゼルス映画批評家協会賞
第35回ロサンゼルス映画批評家協会賞は、ロサンゼルス映画批評家協会によって2009年の映画に贈られた映画賞である。

## 受賞
- 主演男優賞: 
  - ジェフ・ブリッジス – 『クレイジー・ハート』
  - 次点: コリン・ファース - 『シングルマン』

- 主演女優賞:
  - ヨランド・モロー – 『セラフィーヌの庭』
  - 次点: キャリー・マリガン - 『17歳の肖像』

- アニメーション賞: 
  - 『ファンタスティック Mr.FOX』
  - 次点: 『カールじいさんの空飛ぶ家』

- 撮影賞
  - 『白いリボン』 - クリスティアン・ベルガー
  - 次点: 『ハート・ロッカー』 - バリー・アクロイド

- 監督賞: 
  - キャスリン・ビグロー - 『ハート・ロッカー』
  - 次点: ミヒャエル・ハネケ - 『白いリボン』

- ドキュメンタリー賞: 
  - 『アニエスの浜辺』
  - 『ザ・コーヴ』

- 作品賞:
  - 『ハート・ロッカー』
  - 次点: 『マイレージ、マイライフ』

- 外国映画賞:
  - 『夏時間の庭』 ( フランス)
  - 次点: 『白いリボン』 ( ドイツ)

- 美術賞:
  - 『第9地区』 - フィリップ・アイヴィ
  - 次点: 『アバター』 - リック・カーター、ロバート・ストロンバーグ

- 脚本賞:
  - 『マイレージ、マイライフ』 - ジェイソン・ライトマン、シェルダン・ターナー
  - 次点: In the Loop - ジェシー・アームストロング、サイモン・ブラックウェル、アーマンド・イヌアッチ、トニー・ロシュ

- 助演男優賞: 
  - クリストフ・ヴァルツ - 『イングロリアス・バスターズ』
  - 次点: ピーター・キャパルディ - In the Loop

- 助演女優賞: 
  - モニーク - 『プレシャス』
  - 次点: アナ・ケンドリック - 『マイレージ、マイライフ』